# Ełk
Ełk (in polacco antico: Łek, in tedesco: Lyck) è una città della Polonia nord-orientale con 60 000 abitanti circa, la più grande città della Masuria. Appartiene al voivodato della Varmia-Masuria dal 1999, mentre dal 1975 al 1998 ha fatto parte del voivodato di Suwałki.
La città sorge su una sponda del lago Ełk, formato da un ghiacciaio. La regione di Ełk è circondata da foreste, ed è una zona turistica della Polonia. Una delle principali attività praticate è la caccia, che si svolge in foreste estese.

## Storia

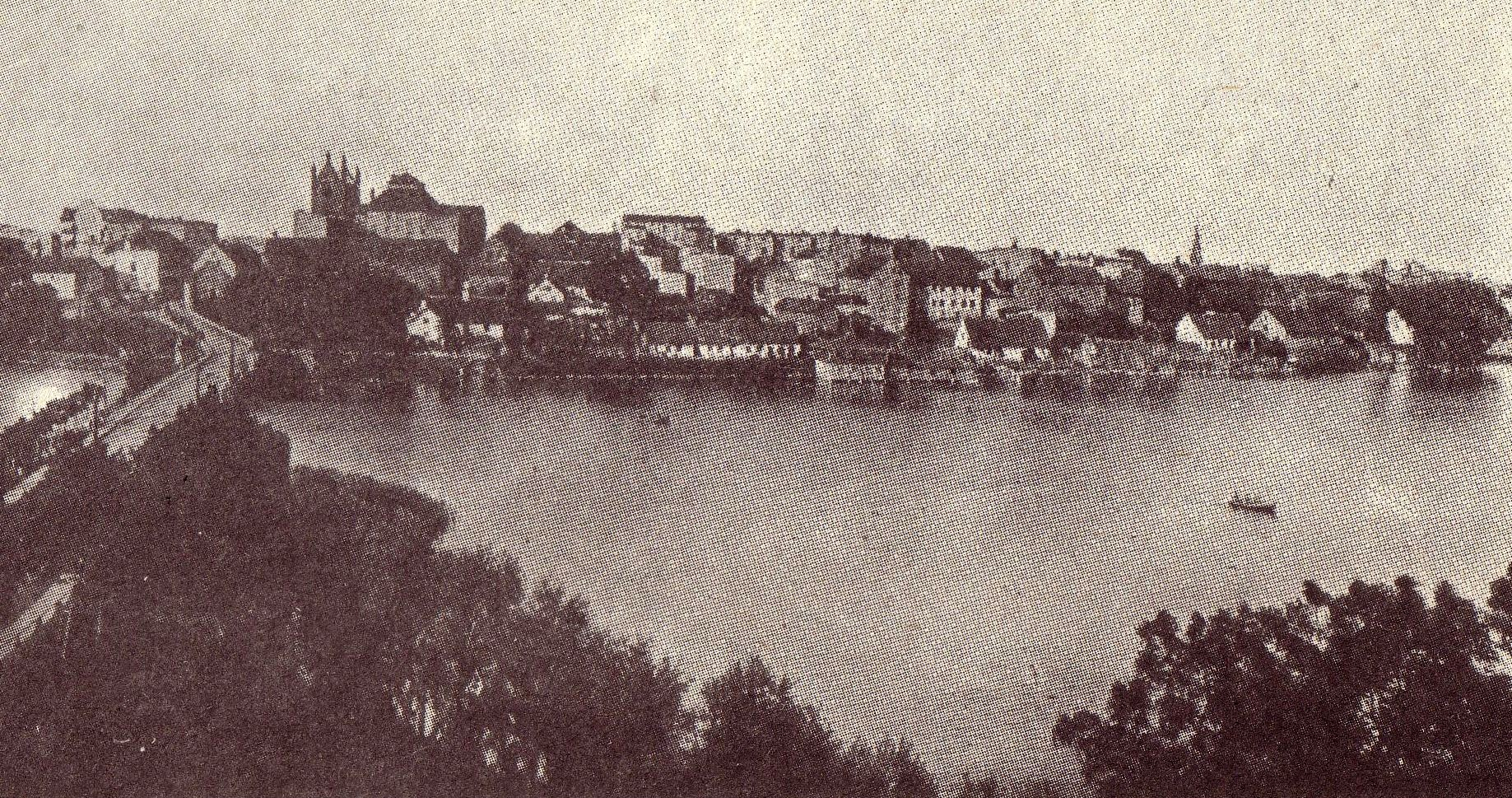
La città intorno al 1900

Ełk (Łek) era una città prussiana, dal nome Lyck (bianco giglio d'acqua, Nymphaea alba), che si sviluppò nel tardo XIV secolo intorno a un castello costruito dai Cavalieri Teutonici. Ricevette i diritti da città nel 1445. Dopo la ribellione contro i Cavalieri Teutonici nel 1454, la città si unì al Regno di Polonia. La maggior parte degli abitanti erano polacchi. A metà del XVI secolo, fu uno dei centri più fiorenti della stampa polacca. Nel 1546 fu istituita l'Accademia Masuriana (Akademia Mazurska). Il suo primo rettore fu Hieronim Malecki, un teologo polacco, editore e traduttore che rese un grande servizio allo sviluppo della lingua polacca. Nel 1639 il re Ladislao IV Vasa visitò la città. Nel 1701, la città divenne parte del Regno di Prussia e nel 1871 la città della Germania. I polacchi erano ancora la maggioranza degli abitanti della regione. Nel 1890, i polacchi costituivano il 71% degli abitanti di Circondario del Lyck. Il poeta polacco Michał Kajka (1858-1940) fu associato a Ełk. Nel centenario della nascita, nel 1958, una statua di Michał Kajka fu eretta in un parco nel centro della città.
La città è stata pesantemente distrutta durante la prima guerra mondiale, durante l'invasione russa del 1914 e fu poi ricostruita. Molti cittadini scapparono durante l'attacco della Russia, ma ritornarono dopo le battaglie di Tannenberg. In città si stanziarono le truppe inglesi e italiane dopo il Trattato di Versailles, per poter supervisionare lo svolgimento del plebiscito sulla Prussia Orientale (riguardante l'autodeterminazione dei popoli), che a Lyck fece risultare 8 339 voti a favore della Germania e solo 8 per la Polonia. In generale, nelle zone in cui si svolse, il plebiscito vide una nettissima vittoria della Germania.
La città fu chiamata Ełk nel 1945 dopo che finì sotto dominio polacco. Nel 1999, Papa Giovanni Paolo II visitò la città dopo aver creato nel 1992 la diocesi di Ełk.
Comunità urbane e rurali:
| Nome polacco | Nome tedesco (fino al 1945)      |  | Nome polacco     | Nome tedesco (fino al 1945)                    |  | Nome polacco       | Nome tedesco (fino al 1945)                     |
| ------------ | -------------------------------- |  | ---------------- | ---------------------------------------------- |  | ------------------ | ----------------------------------------------- |
| Bajtkowo     | Baitkowen 1938-45 Baitenberg     |  | Krokocie         | Soffen                                         |  | Rękusy             | Renkussen                                       |
| Barany       | Barannen 1938-45 Keipern         |  | Lega             | Leegen                                         |  | Rostki Bajtkowskie | Rostken 1938-45 Waiblingen                      |
| Bartosze     | Bartossen 1938-45 Bartendorf     |  | Lepaki Małe      | Klein Leppacken 1938-45 Klein Ramecksfelde     |  | Rożyńsk            | Rosinsko 1938-45 Rosenheide                     |
| Białojany    | Biallojahnen 1935-45 Weißhagen   |  | Lepaki Wielkie   | Groß Leppacken 1938-45 Ramecksfelde            |  | Ruska Wieś         | Reuschendorf                                    |
| Bienie       | Bienien 1938-45 Binien           |  | Mącze            | Monczen 1938-45 Montzen                        |  | Rydzewo            | Rydzewen 1938-45 Schwarzberge                   |
| Bobry        | Bobern                           |  | Mąki             | Monken                                         |  | Rymki              | Rymken 1938-45 Riemken                          |
| Borecki Dwór | Borkenhof                        |  | Maleczewo        | Malleczewen 1938-45 Maletten                   |  | Sajzy              | Zeysen                                          |
| Borki        | Borken                           |  | Malinówka Mała   | Klein Malinowken 1938-45 Kleinschmieden        |  | Sędki              | Sentken                                         |
| Brodowo      | Brodowen 1938-45 Brodau          |  | Malinówka Wielka | Groß Malinowken 1938-45 Großschmieden          |  | Siedliska          | Schedlisken 1938-45 Sonnau                      |
| Buczki       | Buczken 1938-45 Kleinseliggen    |  | Małkinie         | Malkiehnen 1938-45 Malkienen                   |  | Skup               | Felsenhof                                       |
| Buniaki      | Mathildenhof                     |  | Miluky           | Mylucken 1938-45 Milucken                      |  | Śniepie            | Schnepien 1938-45 Schnippen                     |
| Chełchy      | Chelchen 1938-45 Kelchendorf     |  | Mołdzie          | Moldzien 1938-45 Mulden                        |  | Sordachy           | Sordachen                                       |
| Chojniak     | Löbelshof                        |  | Mostołty         | Mostolten                                      |  | Straduny           | Stradaunen                                      |
| Chruściele   | Chroscziellen 1933-45 Kreuzfeld  |  | Mrozy Małe       | Klein Mrosen                                   |  | Suczki             | Sutzken 1934-45 Morgengrund                     |
| Chrzanowo    | Chrzanowen 1933-45 Kalkofen      |  | Mrozy Wielkie    | Groß Mrosen 1929-38 Mrossen 1938-45 Schönhorst |  | Świdrówko          | Schwidrowken 1929-45 Eduardsfelde               |
| Ciernie      | Czernien 1929-45 Dorntal         |  | Niekrasy         | Niekrassen 1938-45 Krassau                     |  | Szarejky           | Sareiken                                        |
| Czaple       | Zappeln                          |  | Oracze           | Oratzen                                        |  | Szarek             | Sarken                                          |
| Giże         | Giesen                           |  | Piaski           | Piasken 1927-45 Klein Rauschen                 |  | Szeligi            | Seliggen                                        |
| Guzki        | Gusken                           |  | Pisanica         | Pissanitzen 1926-45 Ebenfelde                  |  | Talusy             | Thalussen 1938-45 Talussen                      |
| Janisze      | Johannisberg                     |  | Pistki           | Pistken 1938-45 Kröstenwerder                  |  | Tracze             | Tratzen 1938-45 Trabenau                        |
| Judziki      | Judzicken 1938-45 Gutenborn      |  | Płociczno        | Plotzitznen 1938-45 Bunhausen                  |  | Wityny             | Wittinnen                                       |
| Kałęczyny    | Kallenczynnen 1938-45 Lenzendorf |  | Przykopka        | Przykopken 1926-45 Birkenwalde                 |  | Woszczele          | Woszczellen 1928-38 Woszellen 1938-45 Neumalken |
| Karbowskie   | Karbowsken 1938-45 Siegersfeld   |  | Przytuły         | Przytullen 1927-45 Seefrieden                  |  | Zdedy              | Sdeden 1938-45 Stettenbruch                     |
| Konieczki    | Elisenthal                       |  | Regiel           | Regeln                                         |  | Zdunki             | Sdunken 1938-45 Ulrichsfelde                    |
| Koziki       | Kozycken 1935-45 Selmenthöhe     |  | Regielnica       | Regelnitzen 1938-45 Regelnhof                  |  |                    |                                                 |

## Istruzione

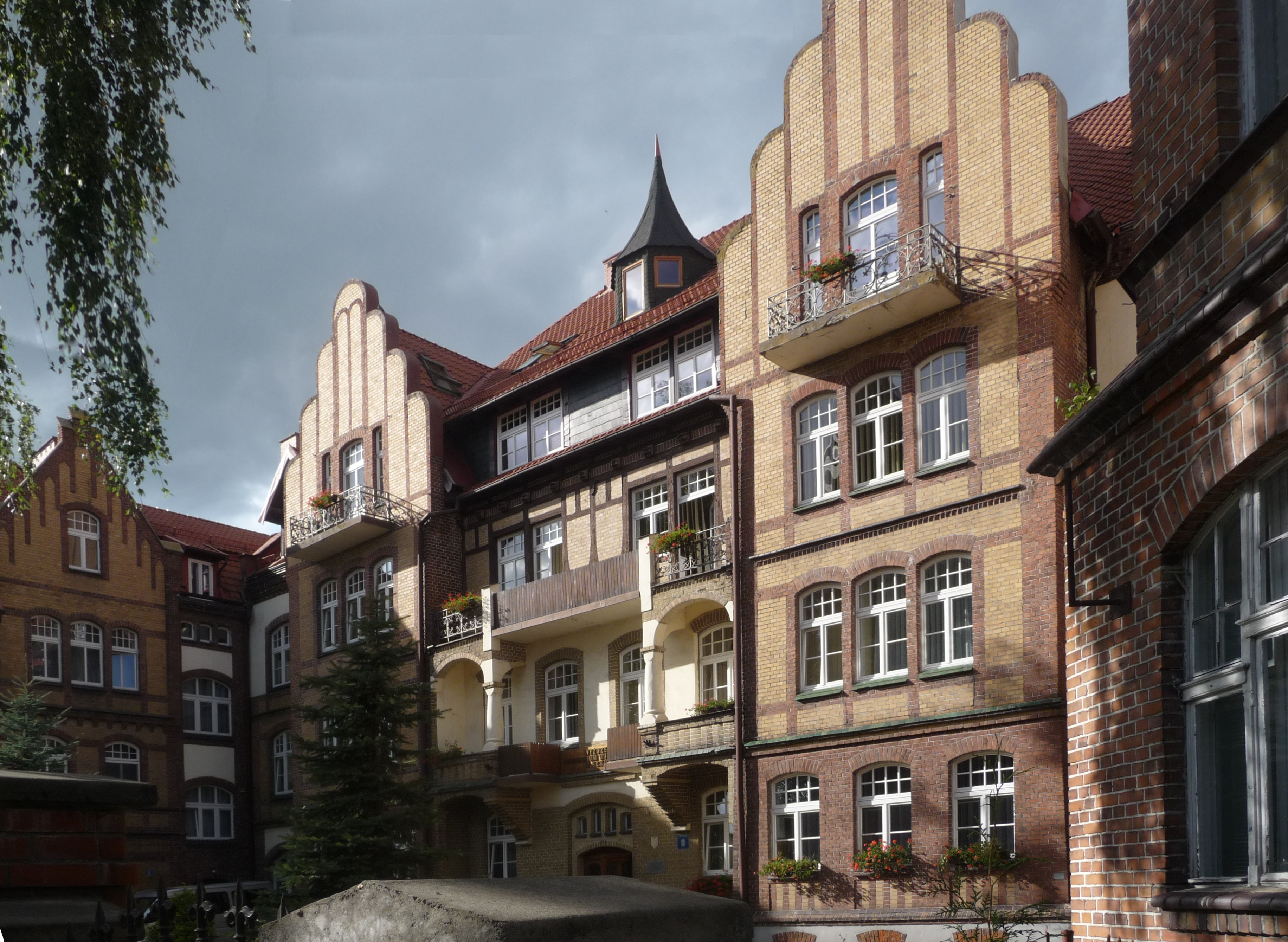
Seminario Cattolico Superiore

- University di Varmia e Masuria
- accademia Economica Privata
- Nursery School
- Seminario Cattolico Superiore

## Società

### Religione
La principale religione è il cattolicesimo, anche se ci sono anche numerose chiese protestanti, che giocano un importante ruolo nella vita religiosa della popolazione. Prima della seconda guerra mondiale la città era quasi totalmente (95%) protestante. Oggi Ełk è il centro della Diocesi cattolica il cui vescovo è Jerzy Mazur.

## Caratteristiche
Nel centro del lago di Ełk c'è una piccola penisola, sul quale rimangono i resti di una prigione che fu utilizzata per diversi scopi nel passato; per un periodo fu usata come prigione per donne.

## Stemma
L'attuale stemma di Ełk è stato adottato nel 1999, dopo che la città stata visitata da Papa Giovanni Paolo II. Sono stati modificati i colori degli alberi (da giallo a verde) e il cervo è diverso rispetto alla versione precedente. Un'altra delle differenze è lo stemma papale, che è stato aggiunto.
Lo stemma non veniva cambiato dalla seconda guerra mondiale. Fino al 1967 furono usati diversi stemmi, con una testa bifronte del dio Giano, ma la sua origine è sconosciuta.

## Sport
La più importante società calcistica è Mazur Ełk.

## Amministrazione

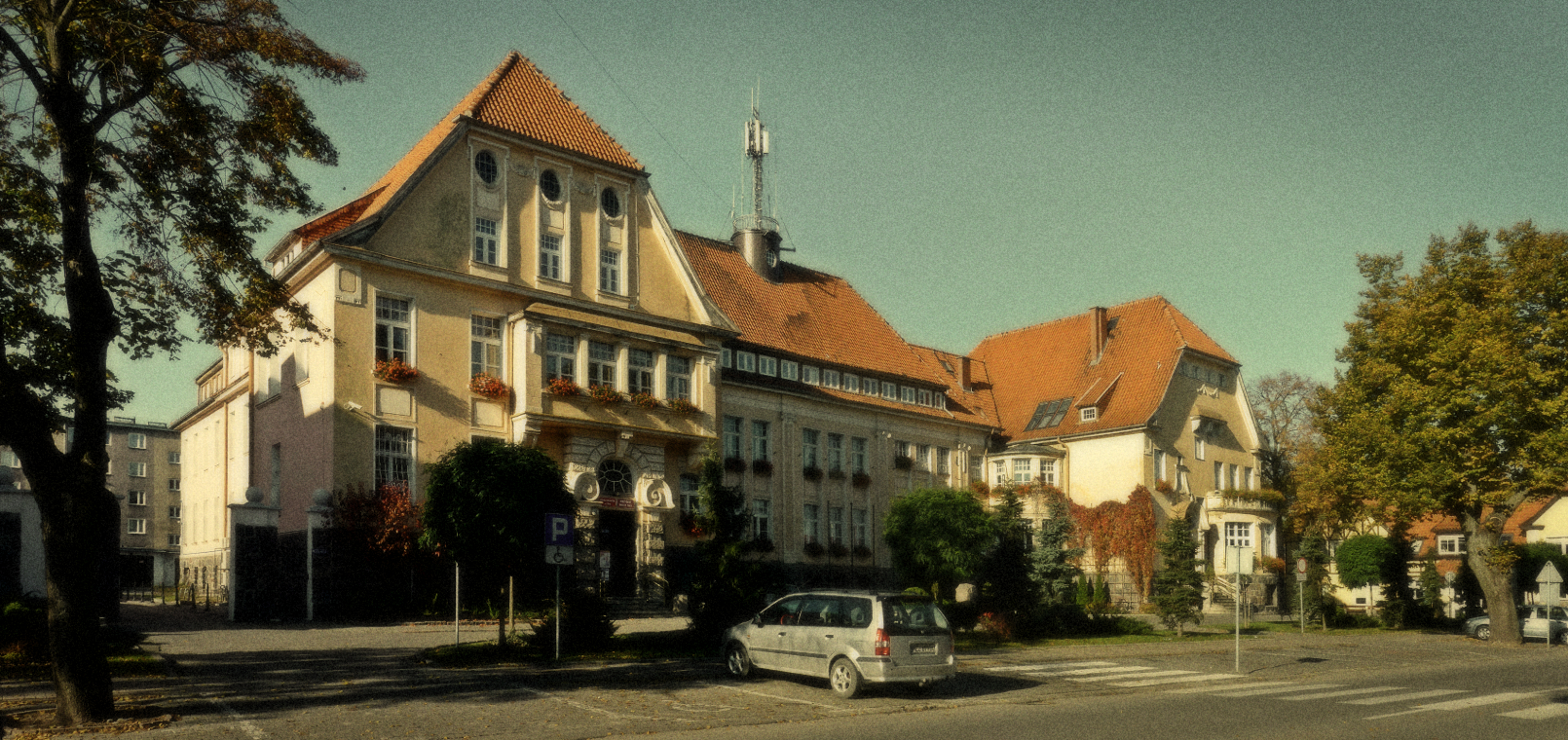
Municipio

### Gemellaggi
- Galatone
- Lida (Bielorussia)
- Nettetal, dal 1999
- Orbassano, dal 2010

## Galleria d'immagini

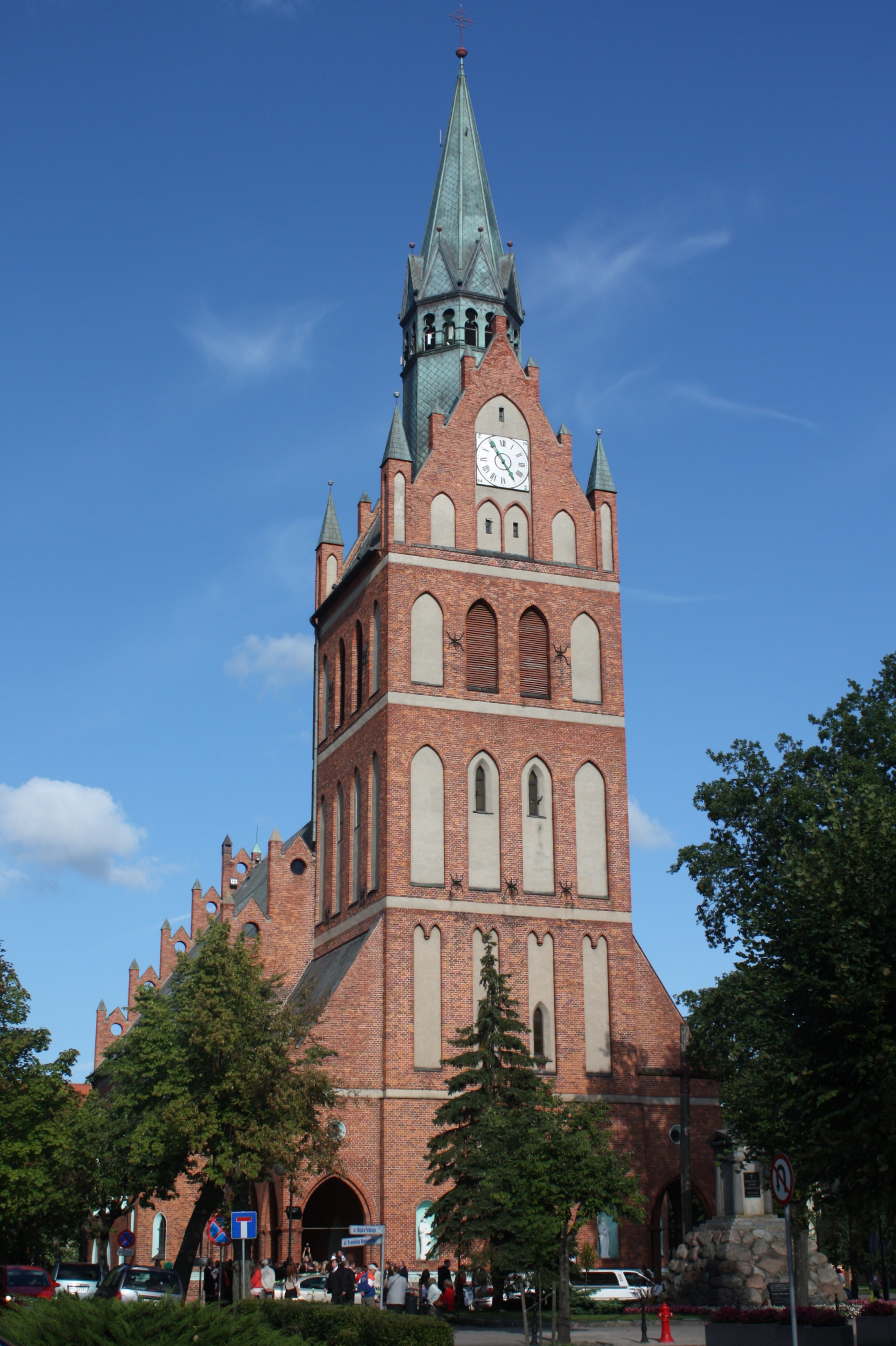
Chiesa del Sacro Cuore di Gesù.
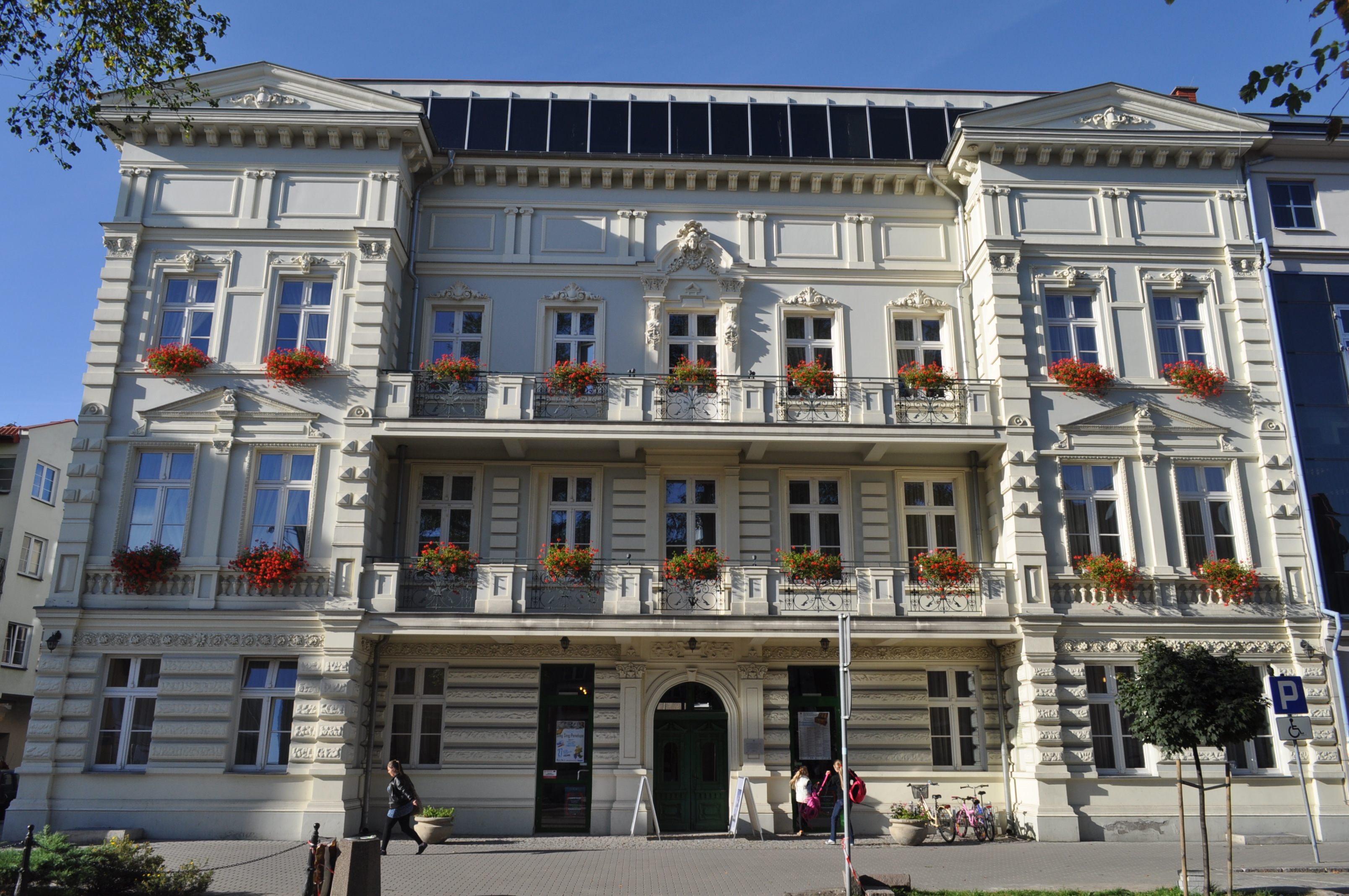
Scuola d'arte.
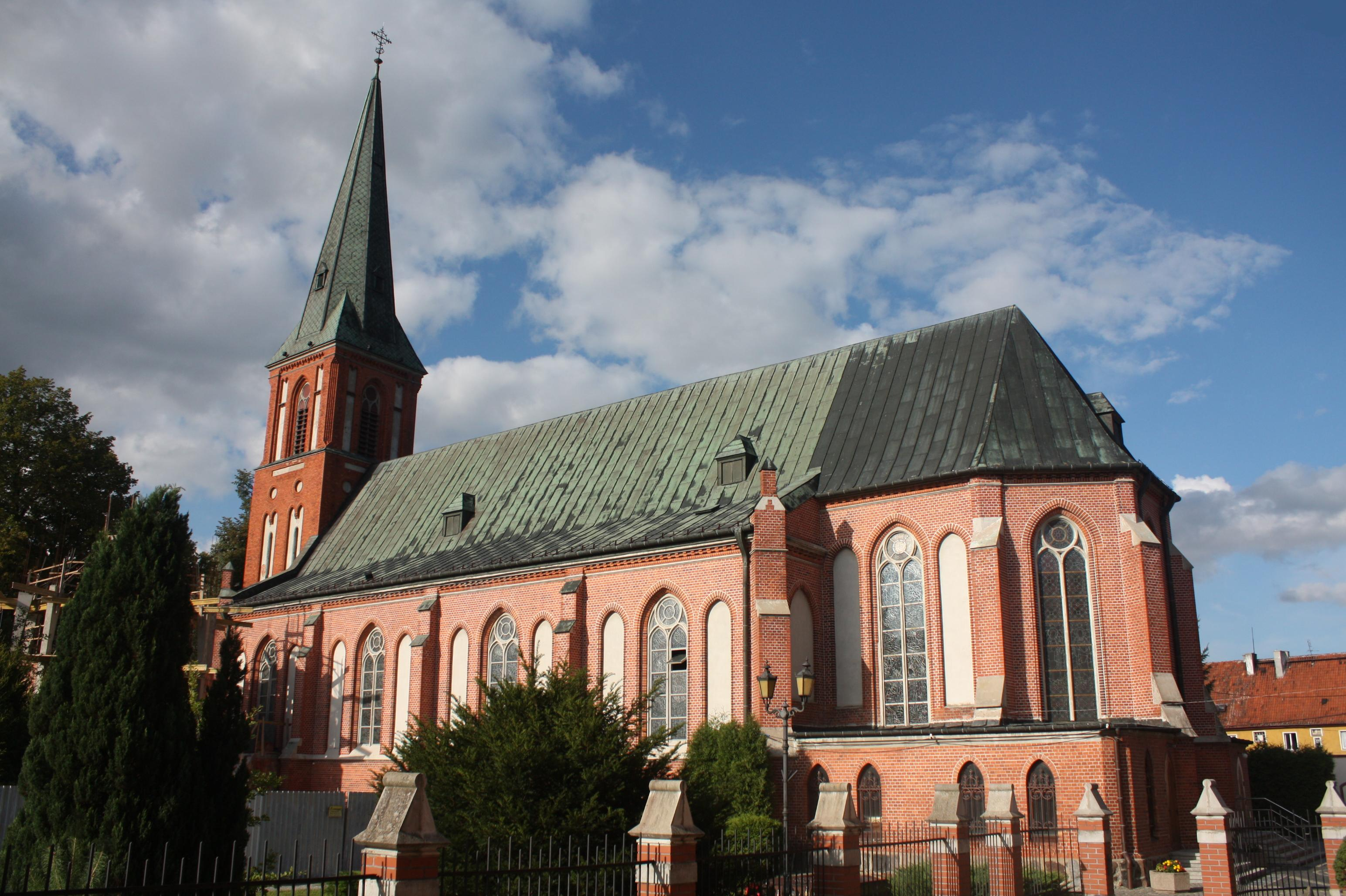
Cattedrale di Ełk.
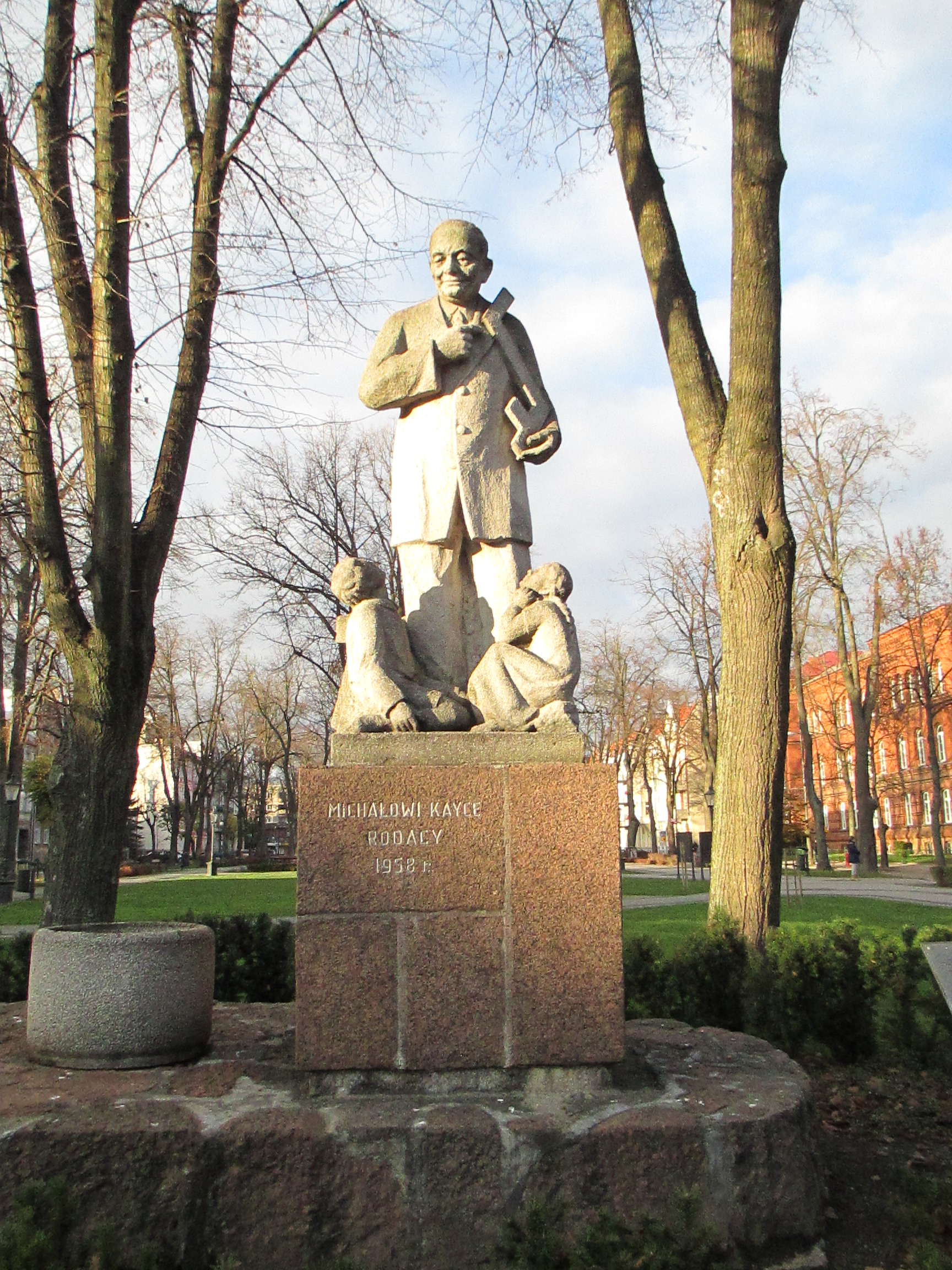
Monumento a poeta polacco Michał Kajka.
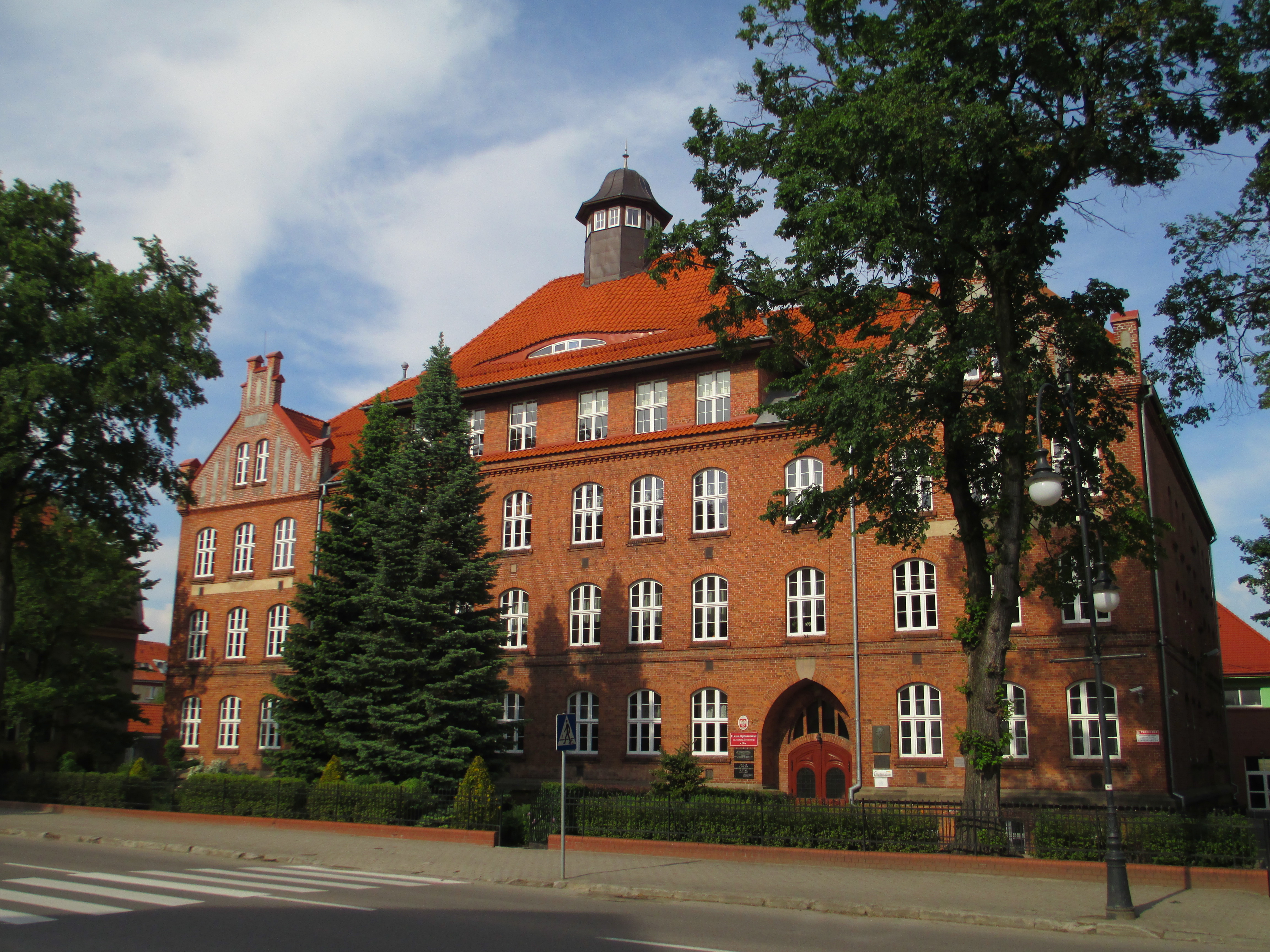
Liceo.
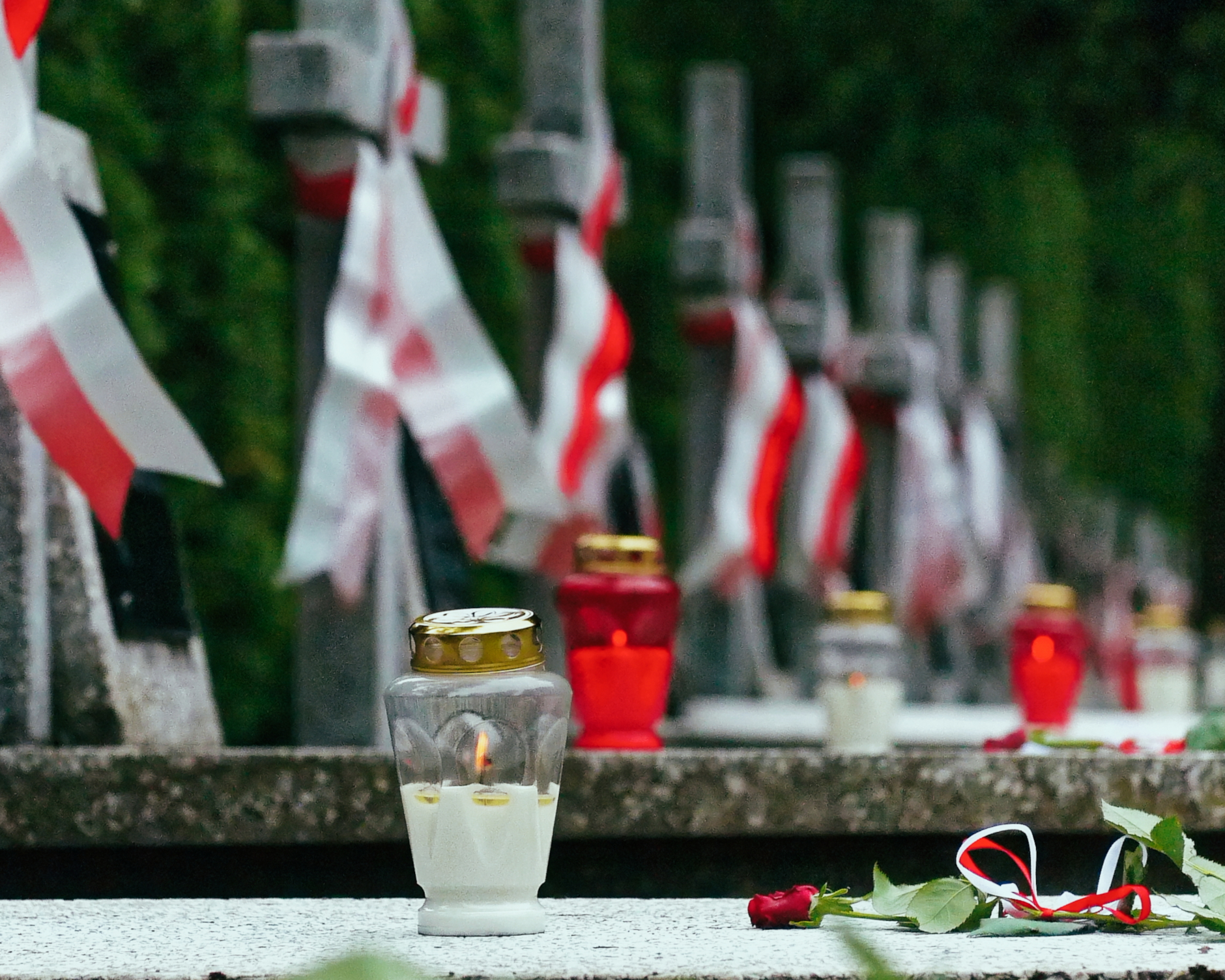
Tombe di soldati polacchi nel cimitero principale di Ełk.